# 2010年國際足協世界盃決賽
2010年國際足協世界盃決賽於2010年7月11日在南非約翰尼斯堡的足球城體育場進行，以决定2010年國際足協世界盃的冠軍誰屬，賽事於當地時間20:30展開。
荷蘭於準決賽以 3–2 擊敗烏拉圭，率先獲得本屆決賽首個席位，是繼1978年後的首次。另一方面，西班牙以 1–0 擊敗德國，歷史性進入決賽。由於兩支球隊未曾於世界盃獲得冠軍，因此無論那一隊奪冠，本次決賽也會產生世界盃歷史上第八支冠軍球隊。同時，本場決賽是第四次由兩支歐洲球隊對決，也是首支歐洲球隊於歐洲以外舉行之世界盃比賽中獲得冠軍。
最終，荷蘭與西班牙在90分鐘的法定時間中賽和 0–0，需要進行加時賽。在加時賽下半場116分鐘，西班牙中場球員在禁區內攻入致勝的一球，協助球隊首次奪得世界盃冠軍。
所有時間為當地時間（UTC+2）。

## 背景
荷蘭和西班牙自1920年起曾8次對賽，前者取得4勝1和3負進10球失12球的成績，賽事包括幾場友誼場、歐洲國家盃外圍賽以及1920年夏季奧運。而在這場決賽之前，兩隊均未曾在世界盃決賽周或歐洲國家盃碰面。
另外，荷蘭和西班牙亦未贏得過世界盃冠軍。當中，荷蘭曾在1974年和1978年兩度取得亞軍，在74年的一屆，他們在決賽中以1-2不敵西德﹔在之後一屆的決賽中，荷蘭被阿根廷以3-1擊敗，再度無緣錦標。西班牙方面，他們於世界盃上最出色的成績為殿軍，在1950年世界盃中，他們在以小組賽形式進行的決賽中以1和2負的成績排名第四，取得了殿軍。此後，兩隊球隊在自2000年代中興，荷蘭先後在2000年和2004年的歐洲國家盃晉身4強，並在1998年世界盃獲得殿軍。西班牙則在2008年歐洲國家盃中擊敗德國奪標後連續15場賽事獲勝，又在2009年洲際國家杯中取得季軍，世界排名晉升至第2，僅次巴西。

### 出席名人
荷兰和西班牙皇室成员均有出席赛事。出席这场比赛的南非政要和知名人士包括演员查理兹·塞隆和时任南非总统雅各布·祖玛，而前任南非总统纳尔逊·曼德拉则只在比赛开始以前短暂公开露面。西班牙著名网球运动员拉斐尔·纳达尔和著名篮球运动员保罗·加索尔也到场为西班牙打气。其他出席的名人包括美国演员摩根·费曼和社会名流帕丽斯·希尔顿。

### 球場
位於南非最大城市約翰內斯堡的足球城球場是本次決賽的比賽場館。這足球場建於1987年，曾經在1995年主辦過世界盃橄欖球賽，並在翌年成為當屆非洲國家杯的主辦場地之一，南非欖球隊和足球隊先後在這個球場中贏得了冠軍。2006年，南非組委會為主辦世界盃，耗資33億蘭特(約4.4億美元)為球場進行擴建工程，當中包括新增座位和行政套房，令球場的座位增加至94700人。同時，工程還對更衣室和屋頂進行改建，並改善照明系統以及把非洲煮食器皿calabash作為球場的外觀。
在南非世界盃時，球場會承辦8場賽事，當中包括了揭幕戰、5場分組賽、兩場淘汰賽及決賽。

### 球證
本屆世界盃決賽的執法球證是來自英格蘭的，而兩位助理球證分別為达伦·卡恩和麦克·马拉基，這三人曾為2010年歐洲聯賽冠軍盃決賽執法, 為史上首三位曾執法歐洲聯賽冠軍盃決賽的世界盃決賽球證/助理球證。当时38歲的韋比正職為警察。在1989年，他正式成為足球球證，並為業餘聯賽執法。4年後，韋比取得了由英格蘭足協頒發的執法證書，開始為英格蘭足球聯賽系統裁決。1998年，他晉升到英格蘭超級足球聯賽執法。隨後在2005年，韋比取得了為國際賽事執法的資格。同年11月15日，他為北愛爾蘭對葡萄牙的友誼賽處子執法，在這場賽事中，他合共發出了3張黃牌。及後，韋比先後為2006年歐洲青年足球錦標賽、2007年世界青年足球錦標賽、2008年歐洲國家盃以及2009年洲際國家杯執法。而在本場決賽前，他分別為西班牙對瑞士和意大利對斯洛伐克的分組賽，以及巴西對智利16強賽事中執法，在這幾場球賽中，韋比並未有发出紅牌或给予十二碼，卻出示了17張的黃牌，每場平均5.67張。

### 比賽用球
本場決賽所用的足球名為，意为“金色普天同庆”，由體育用品企業愛迪達設計。它所探用的生產技術和此次世界杯比赛用球普天同慶相同，都是利用了八塊表皮組成，令皮球變得更圓和更輕。唯一不同之處是“金色普天同庆”的表皮由金色取代了普通版“普天同慶”的白色，意表示出比賽城市約翰尼斯堡為非洲主要的經濟中心和世界最大的產金中心。同時，金色也代表了世界盃冠軍獎杯的榮譽。

## 晉級過程
荷蘭在世界盃歐洲區外圍賽第9組中以8場全勝的姿態出線本屆世界盃決賽周，是首隊確定取得參賽資格的歐洲球隊。在決賽周中，荷蘭被抽入E組。在小組賽中，他們先以2-0擊敗丹麥，隨後以1-0小勝日本，取得6分下提前取得晉身淘汰賽的資格。在最後一輪的分組賽，荷蘭戰勝喀麥隆，以小組首名出線。在16強，荷蘭以2-1力克首次參與世界盃的斯洛伐克，在這場賽事中，之前於友賽受傷的中場球員首次正選上陣，並取得了一個入球。8強後，他們憑史奈達的兩個入球淘汰巴西出局。在4強的賽事中，荷蘭險勝烏拉圭，事隔32年後第三度躋身決賽。
西班牙方面，他們在歐洲區外圍賽中同樣以全勝姿態出線決賽周。在分組賽中，西班牙首戰爆冷被瑞士擊敗，其後的兩場分組賽中，西班牙回勇，他們先後以2-0和2-1的成績打敗洪都拉斯和智利，以小組首名晉身淘汰賽。在16強，西班牙憑大衛·比利亞的入球險勝葡萄牙1-0。8強賽中，他們以同樣的比數擊敗巴拉圭。在4強賽，西班牙憑的一個頭球以1-0挫下德國，歷史性打進決賽。
以下是兩支隊伍進入決賽的過程：
| 排名 | 隊伍   | 賽 | 分 |
| ---- | ------ | -- | -- |
| 1    | 荷蘭   | 3  | 9  |
| 2    | 日本   | 3  | 6  |
| 3    | 丹麦   | 3  | 3  |
| 4    | 喀麦隆 | 3  | 0  |

| 排名 | 隊伍   | 賽 | 分 |
| ---- | ------ | -- | -- |
| 1    | 西班牙 | 3  | 6  |
| 2    | 智利   | 3  | 6  |
| 3    | 瑞士   | 3  | 4  |
| 4    |        | 3  | 1  |

## 賽事

### 綜述

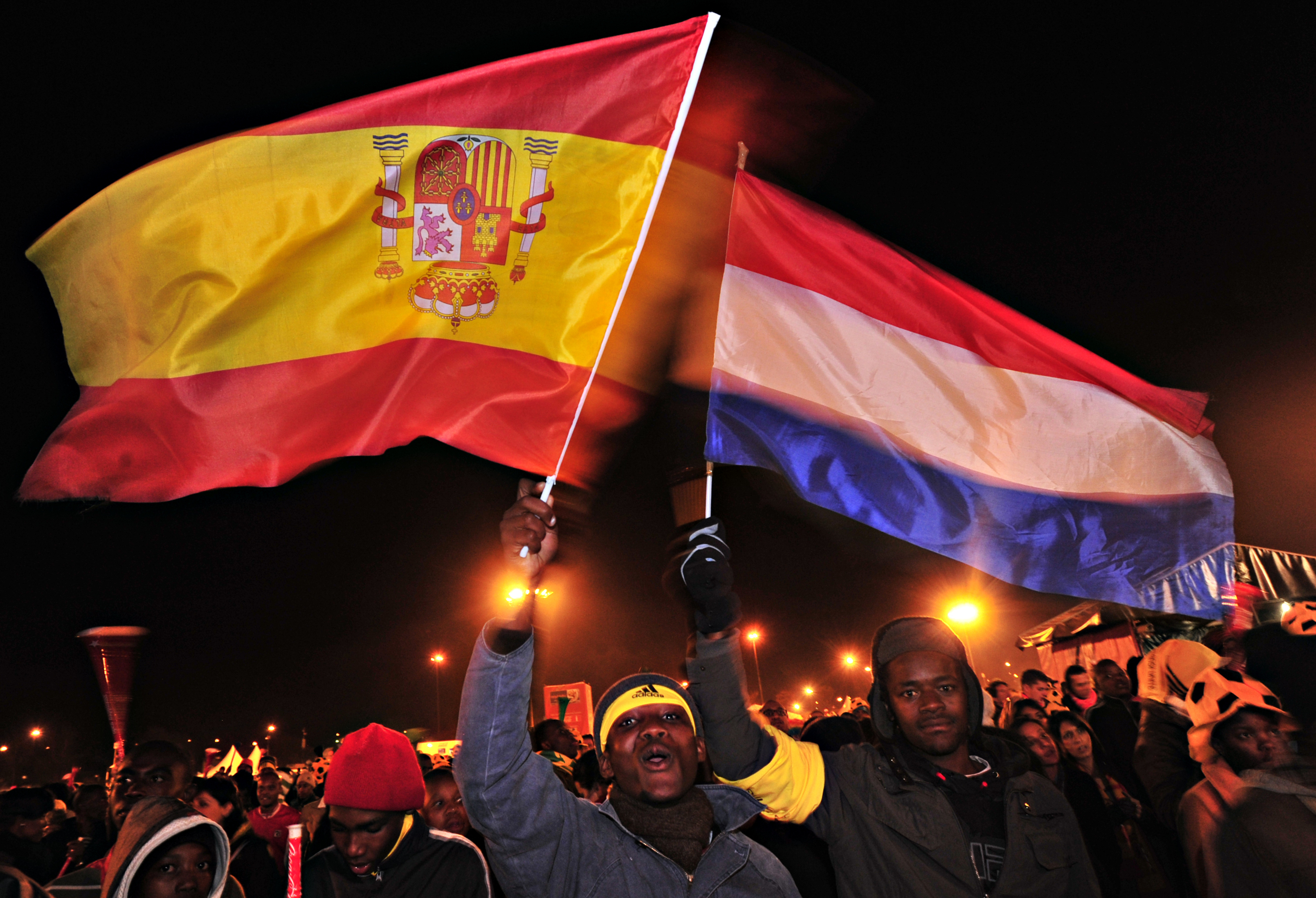
賽前兩國支持者於足球城球場前集會

荷蘭在這場比賽中排出了4-2-3-1的陣式，門將為效力阿積士的史迪基倫堡，後防由右到左分別為雲達韋爾、希汀加、馬菲臣和雲邦賀斯，兩名防守中場是馬克．雲保美和尼熱爾·德容。中場球員由左到右是庫伊特、史奈達與羅本，身穿9號球衣的范佩西則出任前鋒。西班牙也排出了同樣的陣式，29歲的卡西亞斯負責把守最後一關，後防由左至右分別是卡普德維拉、普約爾、皮奎和塞爾希奧·拉莫斯，哈維·阿隆索與布斯克茨師任防守中場，進攻中場分別為伊涅斯塔、哈維與佩德羅·羅德里格斯，後者自4強後取代了費南多·托雷斯的位置。前鋒方面，則是大衛·比利亞。
另外，在本場賽事之前，西班牙的大衛·韋拿和史奈達各取得5個入球，因此這場決賽也被視為爭奪金靴獎的關鍵之戰。

### 上半場
率先開球的西班牙在上半場早段控制局面。在開賽5分鐘，中場球員沙維在右側開出任意球，隊友沙治奧·拉莫斯頭球攻門，被門將史迪基倫堡封出。11分鐘，沙治奧·拉莫斯在禁區右方射門，皮球被荷蘭後衛希汀克擋出球門外。兩分鐘後，大衛·韋拿的抽射偏出。隨後，荷蘭漸漸站穩。17分鐘，史奈達在30碼外直接以任意球射門，卻被西班牙守球員卡斯拿斯沒收。37分鐘，洛賓開出角球，隊友雲達韋爾和馬菲臣未能及時接應。其後，西班牙進行反攻。在42分鐘，中場球員佩奧爾在面對4位荷蘭球員的包圍下射門打偏，兩分鐘後，西班牙另一中場阿朗素的遠射偏出。補時階段，荷蘭人洛賓在禁區右方以左腳低射，又被卡斯拿斯撲出。最終球證韋比嗚哨完上半場，雙方以0-0賽和，這是近6屆世界盃決賽的第4個0-0。

### 下半場
下半場賽事展開，雙方領隊均未有換人調動。西班牙先取得首個的攻勢﹕48分鐘，沙維開角球，上仗賽事中取得入球的佩奧爾力壓希汀加，以球鎚把皮球傳於卡迪維拿。然而，後者並未能踢中皮球，錯失了領先機會。4分鐘後，荷蘭進行反擊，洛賓在右路低射，卡斯拿斯撲出。隨後，西班牙在25碼左右的位置取得任意球，並由沙維主射，皮球偏出近角。62分鐘，史奈達在倒地的情況下依能成功傳球於洛賓，形成單刀狀態，後者直闖至禁區邊緣後射門，皮球被卡斯拿斯再一次擋出。69分鐘，希汀克解圍失誤，得球後的西班牙前鋒大衛·韋拿立即攻門，球被希汀加回身封出底線。76分鐘，大衛·韋拿接應沙維的直線傳球後射門，皮球再度被對方門將撲出。沙維於左方開出角度，沙治奧·拉莫斯頭鎚攻門高出門楣。83分鐘，荷蘭取得反攻機會，洛賓高速走入禁區打門，卡斯拿斯把球沒收。補時3分鐘，史奈達在禁區外的遠射斜出。隨後，球證示意完場，賽果維持0-0，需要進行加時賽，這是繼1994年世界盃後，另一場在法定時間內以0-0完場的決賽，也是世界盃史上第6個需要進行加時賽的決賽。

### 加時賽
加時賽上半場先由西班牙開球，該隊繼續控制戰局。在95分鐘，恩尼斯達直傳於後備入替的塞斯克·法布雷加斯，後者於禁區內以左腳攻門，皮球被史迪其倫堡用腳擋出。4分鐘後，恩尼斯達持球進入禁區，卻未能及時射門，球被荷蘭守衛搶走。104分鐘，法比加斯的射門又斜出。隨後，球證嗚笛完加時上半賽，戰果依然是0-0平。加時下半場隨即展開，109分鐘，沙維傳球於恩尼斯達，已有黃牌在身的荷蘭左後衛希汀加把恩尼斯達拉倒，球證再發出黃牌從而使希汀克驅逐出場。兩分鐘後，西班牙於左路取得任意球，沙維選擇斜傳，卻無人踢中皮球，史迪基倫堡把球拍出，禁區外的拿華斯把球打高。116分鐘，西班牙攻入本場賽事唯一的入球，法比加斯得球移到右方，並傳球於恩尼斯達，後者突破越位後抽射破網，西班牙在完場前4分鐘領先1-0。其後，荷蘭多次的傳球被西班牙球員破壞，在補時兩分鐘後，球證鳴笛完場，西班牙以1-0擊敗對手，贏得世界盃冠軍。

### 比賽詳情
| 2010年7月11日 20:30 |

| 荷蘭 | 0–1 （加時賽） | 西班牙 |
| ---- | -------------- | ------ |
|      | 報告           | 116'   |

| 約翰尼斯堡，足球城體育場 觀眾人數：84,490 ：（英格兰） |

| 荷蘭 | 西班牙 |

| 正選球員： |    |  |  |           |      |
|            |    |  |  |           |      |
| 門將       | 1  |  |  |           |      |
| 後衛       | 2  |  |  | 111'      |      |
| 後衛       | 3  |  |  | 56', 109' |      |
| 後衛       | 4  |  |  | 117'      |      |
| 後衛       | 5  |  |  | 54'       | 105' |
| 中場       | 6  |  |  | 22'       |      |
| 中場       | 8  |  |  | 28'       | 99'  |
| 中場       | 10 |  |  |           |      |
| 前鋒       | 7  |  |  |           | 71'  |
| 前鋒       | 9  |  |  | 15'       |      |
| 前鋒       | 11 |  |  | 84'       |      |
| 後備球員： |    |  |  |           |      |
| 前鋒       | 17 |  |  |           | 71'  |
| 中場       | 23 |  |  |           | 99'  |
| 後衛       | 15 |  |  |           | 105' |
| 教練：     |    |  |  |           |      |
|            |    |  |  |           |      |

| 正選球員： |    |                   |      |        |      |
|            |    |                   |      |        |      |
| 門將       | 1  |                   |      |        |      |
| 後衞       | 3  |                   |      |        |      |
| 後衞       | 5  |                   |      | 17'    |      |
| 後衞       | 11 |                   |      | 67'    |      |
| 後衞       | 15 | 塞爾希奧·拉莫斯   |      | 23'    |      |
| 中場       | 6  |                   | 入球 | 117'   |      |
| 中場       | 8  |                   |      | 120+1' |      |
| 中場       | 14 | 哈維·阿隆索       |      |        | 87'  |
| 中場       | 16 |                   |      |        |      |
| 前鋒       | 7  |                   |      |        | 106' |
| 前鋒       | 18 |                   |      |        | 60'  |
| 後備球員： |    |                   |      |        |      |
| 中場       | 22 |                   |      |        | 60'  |
| 中場       | 10 | 塞斯克·法布雷加斯 |      |        | 87'  |
| 前鋒       | 9  | 費南多·托雷斯     |      |        | 106' |
| 教練：     |    |                   |      |        |      |
|            |    |                   |      |        |      |

| 最佳球員： (西班牙) 助理裁判員： Darren Cann (英格蘭) Mike Mullarkey (英格蘭) 第四球證： Yuichi Nishimura (日本) 第五球證： Toru Sagara (日本) | 比賽規則 - 90 分鐘賽事。 - 如有需要會進行 30 分鐘加時賽。 - 仍然賽和會進行互射十二碼。 - 十二位後備球員。 - 最多三個換人調動。 |

## 頒獎儀式
之前兩屆世界盃決賽都是在球場中央臨時搭建的頒獎台上進行頒獎。然而，在今屆決賽，賽會回復傳統把儀式搬到看台上舉行。比賽結束後，國際足協先頒發紀念獎牌於為本場決賽執法的球證候活．韋比和兩位旁證以及第四球證。隨後頒發銀牌於亞軍得主荷蘭。之後，西班牙23位球員跟領隊走到看台，隊長卡斯拿斯從國際足協主席和南非總統祖馬手中接過大力神盃、金牌和3000萬美元的獎金後返回球場接受荷蘭球員和觀眾的祝賀，並接受傳媒的訪問。
此外，值得一提的是前南非總統和諾貝爾和平獎得主曼德拉本應國際足協的邀請出任頒獎嘉賓，然而在其孫兒的反對下，曼德拉最終沒有參與頒獎禮，只是在比賽開始前在球場向觀眾揮手，頒獎嘉賓由祖馬取代。

## 賽後評論
雖然荷蘭於這場賽事失利，無法問鼎冠軍，但荷蘭人是普遍接受的。當地的足球雜誌《國際足球》（Voteball Internationa）就表示儘管荷蘭是決賽中的落敗者，但球員們於世界盃中出色的表現已值得引以自豪，特別是面對強大的西班牙，球隊戰至116分鐘才被擊敗只是運氣不好而已，荷蘭隊將會在來屆世界盃捲土重來的。不過，該國名宿、三屆歐洲足球先生得主就認為荷蘭的失利是基於球隊放棄了過去「全能足球」的戰術，削弱了球隊的攻擊力，最終不敵西班牙，與冠軍擦肩而過。
作為勝利者的西班牙，傳媒則集中討論球隊致勝的關鍵。《足球先生》（Don Balón）指出這是源於球隊本身的實力以及贏得歐洲國家杯後球員們取得的自信所致。至於領隊迪保斯基則相信西班牙封王的原因是建基於球隊一直有明確的發展方向和人才培訓。《法國足球》主編狄尼米亞在其專欄中表示西班牙球員的自信和對勝利的追求是贏得大力神盃的主因，而迪保斯基運用戰策得宜也是功不可沒。
此後，球證韋比的執法水平也成了本場賽事的焦點。在這場決賽中，韋比先後出示了1面紅牌和14面黃牌，卻僅對尼祖·迪莊在28分鐘爭球時踢倒沙比·阿朗素的犯規發出黃牌，因而被質疑其執法水平。因此，史奈达在賽後就批評球證粉碎了他奪冠的希望 。不過，曾為1982年世界盃執法的國際球證導師陳譚新就認為韋比能有效地控制比賽，並且發牌適可而止，表現不俗。而英格蘭足球總會則表示韋比的表現完美。

## 紀錄
這場決賽刷新了不少的紀錄。首先，這是首次沒有阿根廷、巴西、德國和意大利參加的決賽，這些球隊均至少兩次在世界盃封王。其次，這場決賽是繼2006年世界盃後第4次由兩支歐洲球隊爭奪冠軍的決賽，之前的兩場決賽分別為1934年的一屆(捷克斯洛伐克對意大利)和38年的一屆(意大利對波蘭)。此外，本場決賽中，球證侯活．韋比共出示了14張黃牌和1張紅牌，是世界盃歷史上產生出最多黃牌的決賽。
同時，西班牙奪冠後，不少的紀錄也被打破。首先，西班牙成為了世界盃史上第一支於非歐洲本土中贏得冠軍的歐洲球隊。在這場決賽之前，歐洲球隊在非本土舉辦的世界盃中最好的成績僅為亞軍，如2002年韓日世界盃，德國在決賽就不敵巴西，無緣冠軍。再者，西班牙是世界盃歷史上入球最少的冠軍，他們自分組賽到這場決賽中只攻入8球(每一場各一球)。其三，西班牙是歷屆世界盃內第一支在首場賽事中失利却依然贏得冠軍的球隊。第四，西班牙是繼西德後，第2支接連獲得歐洲國家杯與世界盃冠軍的球隊。另外，在這場決賽結束後，沙維以599次的傳球成為在同一屆世界盃內傳球最多的球員，而西班牙則有3547次傳球，是繼1966年世界盃後傳球次數最多的球隊。最後，西班牙隊長卡斯拿斯在是屆7場世界盃比賽中僅失兩球，是繼1998年的和2006年世界盃的後，失球最少的門將，也是唯一一位在單屆世界盃淘汰賽階段中未有失球的冠軍隊門將。

## 後續
決賽結束後，國際足協宣佈多個獎項的得主。當中，西班牙門將卡斯拿斯贏得耶辛獎(最佳門將獎)。在「最佳11人」陣容方面，西班牙有6位球員入選，包括﹕卡斯拿斯、大衛·韋拿、恩尼斯達、沙維、佩奧爾與沙治奧·拉莫斯，是最多球員入選的國家。同時，西班牙在這屆賽事中只取得8張黃牌，因而贏得公平競技獎。此外，由於西班牙成為本屆世界盃的冠軍得主，取代了巴西，世界排名晉升至第1。除此以外，西班牙會以世界冠軍得主的身份參與2013年在巴西舉行的。
至於荷蘭方面，他們在取得亞軍後世界排名上升兩位，排名第2。史奈達則是唯一一位入選「最佳11人」陣容的荷蘭人。在金靴獎的競爭上，由於荷蘭中場史奈達和西班牙前鋒大衛·韋拿均未能在決賽再下一城，獎項最終由德國人所得。雖然如此，他們還是取得了另一個的獎項—銀球獎和銅球獎。
另外，由于这场比赛中，双方球员的动作过大，使得双方在比赛中共得到了14张黄牌和1张红牌（海廷加两黄变一红）。所以国际足联与2010年8月3日宣布对两国足协进行处罚，西班牙足协被罚款6000英镑，而荷兰足协则被罚款9000英镑。

## 電視轉播
本屆世界盃決賽共吸引了超過7億人觀看。當中，逾1221萬名荷蘭人觀看了此場賽事，佔了該國七成的人口。西班牙方面，全國共有1560萬人通過三個頻道收看了此場賽事，這數字打破了2008年歐洲國家盃半決賽對意大利的紀錄，當年全國共有1410萬人觀看賽事。

## 資料來源
1. 1 2 3 4 5 6  . FIFA.com (Fédération Internationale de Football Association). 8 July 2010  [6 November 2015]. （原始内容存档于11 July 2010）.
2. 1 2 3 4 5  NED vs ESP （页面存档备份，存于）(PDF檔案)
3. ↑  .   [2010-07-06]. （原始内容存档于2015-02-09）.
4. ↑  .   [2010-07-08]. （原始内容存档于2019-08-22）.
5. 1 2 3 4 5 6 7  .   [2010-07-12]. （原始内容存档于2018-02-14）.
6. ↑  .   [2010-07-08]. （原始内容存档于2014-07-14）.
7. ↑  .   [2010-07-08]. （原始内容存档于2012-03-06）.
8. ↑  .   [2010-07-08]. （原始内容存档于2013-12-10）.
9. ↑  .   [2010-07-08]. （原始内容存档于2012-04-16）.
10. ↑  .   [2010-07-08]. （原始内容存档于2018-09-25）.
11. ↑  . Algemeen Dagblad.   [2010-07-10]. （原始内容存档于2010-07-13） （荷兰语）.
12. 1 2  Freeman, Theron among celebs to attend World Cup final （页面存档备份，存于）.
13. ↑  . MARCA.com.   [2010-07-11]. （原始内容存档于2010-07-13） （西班牙语）.
14. ↑  . MARCA.com.   [2010-07-10]. （原始内容存档于2010-07-13） （西班牙语）.
15. ↑  .   [2010-07-11]. （原始内容存档于2021-01-19）.
16. ↑  .   [2010-07-09]. （原始内容存档于2020-12-19）.
17. ↑  .   [2010-07-09]. （原始内容存档于2007-10-07）.
18. ↑  . 网易体育. 2010-04-21  [2010年8月13日]. （原始内容存档于2021-01-19） （中文（简体））.
19. ↑  .   [2010-07-08]. （原始内容存档于2009-06-25）.
20. ↑  .   [2010-07-08]. （原始内容存档于2021-01-19）.
21. ↑  .   [2010-07-08]. （原始内容存档于2021-12-06）.
22. ↑  .   [2010-07-08]. （原始内容存档于2019-08-22）.
23. ↑  .   [2010-07-13]. （原始内容存档于2010-10-24）.
24. ↑  .   [2016-05-18]. （原始内容存档于2017-03-28）.
25. ↑  .   [2010-07-13]. （原始内容存档于2016-03-04）.
26. ↑  《曼德拉壓軸出場激盪人心》 - 蘋果日報 - 要聞港聞版 - 2010年7月13日
27. ↑  國際足球 - 2010年第28期
28. ↑  .   [2010-07-26]. （原始内容存档于2021-01-05）.
29. ↑  足球先生 - 第1181期 - P.4-14
30. ↑  足球周刊(香港版) - 第235期 - P.10-11
31. ↑  足球周刊(香港版) - 第234期 - P.45
32. ↑  .   [2010-07-26]. （原始内容存档于2020-12-16）.
33. ↑  足球周刊(香港版) - 第234期 - P.15
34. ↑  《Match Analysis：韋比吹得唔錯》 - 蘋果日報 - 體育版 - 2010-7-13
35. ↑  .   [2010-07-26]. （原始内容存档于2020-08-08）.
36. ↑  .   [2010-07-14]. （原始内容存档于2010-07-13）.
37. ↑  .   [2010-07-14]. （原始内容存档于2012-02-19）.
38. 1 2 3 4 5  . 中央人民广播电台.   [2016-05-18]. （原始内容存档于2019-08-22）.
39. 1 2  丁武. . 搜狐世界杯. 2010-07-12  [2010-07-14]. （原始内容存档于2020-08-08）.
40. 1 2  . FIFA. 2010-07-15  [2010-07-16]. （原始内容存档于2010-07-18）.
41. 1 2  Gemini. . 搜狐世界杯. 2010-07-12  [2010-07-14]. （原始内容存档于2020-12-19）.
42. 1 2  建茗. . 搜狐世界杯. 2010-07-14  [2010-07-14]. （原始内容存档于2021-01-19）.
43. ↑  Yi, Robert. . Goal.com. 2010-08-03  [2010-09-22]. （原始内容存档于2010-09-09）.
44. ↑  姚钏. . 腾讯体育. 2010-07-13  [2010-07-27]. （原始内容存档于2021-01-11）.
45. ↑  荷兰世界杯决赛收视率未创最高纪录[]
46. ↑  Heath, Allister. . The Daily Telegraph. 2010-07-14  [2021-10-13]. （原始内容存档于2021-03-09）.
47. 1 2  Lamansky, Todd. . Bleacher Report. 2010-07-13  [2010-07-20]. （原始内容存档于2010-07-17）.